# Liste von Rocker-Begriffen
Die Liste von Rocker-Begriffen sammelt verschiedene Begriffe, Slogans und Abkürzungen aus dem Bereich Rocker, „Motorcycle clubs“ und Onepercenter.

## Allgemein
Angehörige der Biker- und Rocker-Subkultur verwenden eine besondere Sprache, die in „Opposition zur dominanten Kultur“ steht. Ihr spezieller Sprachstil dient der Abgrenzung von anderen Subkulturen und der Verständigung innerhalb der eigenen Szene. Dabei ist die Rockersprache stark von Anglizismen aus dem Ursprungsland Amerika geprägt. Der eher jugendlich orientierte Sprachstil entwickelte sich aus der Halbstarkenszene der 1950er Jahre und wird in den Medien bisweilen als „ärmlich“ und „primitiv“ charakterisiert, was wohl auch mit der allgemein negativen Berichterstattung über die Rockerszene in Verbindung steht. Soziolinguistisch handelt es sich um einen Kommunikationsstil, der insbesondere in den 1970ern und 1980ern als sehr direkt und klar beschrieben wurde. Die Rockersprache ist sehr expressiv, unverblümt und konkret beschreibend. Sie gilt als wegweisend für die Sprache anderer westlicher Subkulturen, die ebenfalls Anglizismen verwendeten.
In der folgenden Liste werden Ausdrücke berücksichtigt, die in aus der Rockerszene stammenden Literatur und Medien erklärt und verwendet werden (zum Beispiel Ulrich Detrois:  Höllenritt. Ein deutscher Hells Angel packt aus), aber auch Medienberichte werden berücksichtigt. Nicht berücksichtigt wurden solche Wendungen, die in den allgemeinen (Jugend-)Sprachgebrauch übergegangen sind.

### Zahlenkürzel
- 1%: Onepercenter
- 7: Gremium MC
- 12: Lobo MC
- 13: M für Motorrad, men of mayhem oder Marihuana; ehemals Nummerncode des deutschen Bones MC
- 15: Outlaws MC
- 16: Pagan’s Motorcycle Club
- 18: Road Runners MC
- 19: Satudarah MC
- 20: Trust MC
- 21: Blue Angels MC
- 24: Black Devils MC
- 26: Boozefighters MC
- 44: Devils Diciples
- 62: Freebiker, siehe Rocker
- 74: verweist auf die 74 cubic inches einer Harley-Davidson
- 81: Hells Angels
- 84: verweist auf die 84 cubic inches eines Shovelhead- oder eines Evolution-Motors
- 98: Iron Horses MC
- 99%: Rocker und Biker, die sich nicht zu den Onepercentern zählen
- 184: Red Devils
- 313: Cavemen MC
- 618: Freeway Rider’s MC
- 666: Zahl des Tieres, auf Patches weit verbreitet, keine spezielle Bedeutung
- 1312: A.C.A.B.

### A
- A.C.A.B.: „All Cops Are Bastards“, beliebter Patch
- den Adler machen: seitliches Abspreizen bei einer Leibesvisitation durch die Polizei[6]
- Ansage: eine Art Strafe beziehungsweise Ultimatum, das befolgt werden muss
- Apehanger: wörtlich ‚Affenschaukel‘, hoher und breiter Lenker, insbesondere bei früheren Choppern
- Associate: Verbündeter außerhalb des Clubs, kann Mitglied eines anderen Clubs, aber auch ein Unbeteiligter sein
- AWO: Abkürzung für Awtowelo, später Simson, Motorradmarke aus Suhl, in den Anfangsjahren für die Sowjetunion produziert, war äußerst beliebt bei Rockern aus der DDR.

### B
- B.A.B.: „Born Again Biker“, jemand, der nach einer Pause wieder Motorrad fährt
- Back Door: der hinterste (und meistens erfahrenste) Fahrer einer Gruppe
- Back Marker: in einer Gruppe der letzte Fahrer, der das Ende des Korsos markiert
- Backpatch: Rückenaufnäher
- Back Warmer: eine Frau auf dem Soziussitz
- Bar and Shield: „Streifen und Schild“, verweist auf das Firmenemblem von Harley-Davidson
- Belt: Antriebsriemen
- Big Twin: Zweizylindermotor der Harley
- Billy Bike: Chopper, den Dennis Hopper in Easy Rider fährt
- Biker: internationale Bezeichnung für die im deutschsprachigen Raum als Rocker bekannte Subkultur
- Black Seven: alternativ auch Black7, eine Eigenbezeichnung des Gremium MC
- Blood-Rally: Ausfahrt zum gemeinsamen Blutspenden
- Bolt-on Bike: etwa ‚Dranschrauber-Motorrad‘, ein Motorrad, an dem wenig selbst geleistet werden muss[7]
- Bobber: umgebautes Geländemotorrad, ein Vorläufer des Choppers
- Bottomrocker: Schriftzug unter dem Center Crest; meistens, aber nicht bei allen Clubs das jeweilige Chapter
- Brother, Bro, Bruder: Selbstbezeichnung unter Clubmitgliedern
- Buckle: Gürtelschnalle
- Burnout: ein Hinterreifen wird solange durchgedreht, bis er abgebrannt ist, beliebter Stunt auf Bikertreffen, zum Teil als Wettbewerb umgesetzt

### C
- Cafe Racer: britisches Serienmotorrad, welches weitgehend umgebaut wurde, um an eine Rennmaschine zu erinnern; wird durch den Namen mit dem Ace Cafe in Verbindung gebracht
- Captain America: der Chopper, den Peter Fonda in Easy Rider fährt
- Center crest, Center patch: zentrales Logo eines Clubs
- Chaps: lederne Beinkleider ohne Gesäß, die zum Schutz einer darunter getragenen Hose dienen
- Chapter: Ortsgruppen des jeweiligen Clubs, bei den Hells Angels Charter genannt
- Charity-Run: Runs, die wohltätigen Zwecken dienen
- Chopper: klassisches Motorrad, das in der Rocker-Subkultur Verwendung findet
- Clubhaus: Jedes Chapter bzw. Charter besitzt ein eigenes Clubhaus, Treff- und Sammelpunkt des Clubs.
- Colour, auch Color: engl. für ‚Farben‘, verweist auf den Aufnäher auf der Rückseite einer Kutte, die Farben sind bei jedem Club unterschiedlich, in der Regel dreiteilig
- Cruiser: Motorradbauart ohne Verkleidung
- Custombike: Oberbegriff für ein speziell auf die Wünsche des Besitzers angefertigtes oder umgebautes Motorrad
- cut-off: Bezeichnung für die Kutte, basiert auf dem Abschneiden (engl. cut off) der Ärmel; in den ´70er Jahren auch Choppe genannt (to chop off ‚Abhacken‘/Abschneiden der Ärmel; vergleiche Chopper für ein Motorrad, an dem ursprünglich alles Überflüssige entfernt, „abgehackt“ wurde)

### D
- Dashboard: Armaturenbrett, das bei der Harley und weiteren Motorradherstellern auf den beiden Tankhälften angebracht ist
- DFFL: „Dope Forever, Forever Loaded“ (dt. etwa ‚Drogen für immer, für immer drauf‘), Verherrlichung des Drogenkonsums
- Dragbar: Kurzer, nahezu gerader Lenker, hauptsächlich im Motorsport oder bei Custombikes
- Drag Bike: spezielle Rennmotorräder für Beschleunigungsrennen
- Dragpipe: Gerader Auspuff ohne Schalldämpfer
- Dranschrauber: oft abschätzige Bezeichnung für Schrauber, die Bolt-ons verwenden oder ihre Motorräder nicht sachgemäß reparieren können
- Drive-By: Feindlicher, meist gewalttätiger Angriff auf ein Chapter (Charter bei den Hells Angels), oft basierend auf Rivalitäten zwischen verfeindeten MCs
- Durchfahrverbot: manche Clubs verbieten ihren Konkurrenten das Durchfahren „ihres Territoriums“ ohne vorherige Anmeldung

### E
- Einprozenter: deutsche Bezeichnung für Onepercenter
- Eisernes Kreuz: beliebtes Aufnähermotiv
- Evolution, Evo: Harley-Davidson-Motor

### F
- …FF…: die beiden F verweisen als Abkürzung zweimal auf „Forever“, anstelle der drei Punkte wird der Clubname eingesetzt, zum Beispiel „AFFA = Angels Forever, Forever Angels“ für die Hells Angels oder BFFB = Bandidos Forever, Forever Bandidos
- Fender: Schutzblech
- First Lady: Frau/Freundin des Presidenten
- Fishtail: fischschwanzförmiger Auspuff
- Flathead, Flat: Harley-Davidson-Motor
- Freebiker: Biker, der keinem Club angehört
- Fullcolour, Fullmember: Vollmitglied
- Fulldresser: Motorrad mit Verkleidung
- FTW: „Fuck the World“, beliebter Patch

### G
- GBNF: „gone, but not forgotten“ (dt. etwa ‚gestorben, aber nicht vergessen‘) – als Erinnerung an verstorbene Mitglieder
- Gebietsanspruch: Manche Clubs stellen Gebietsansprüche, das heißt, sie dulden in ihrer Nachbarschaft keinen anderen Club.

### H
- Hakenkreuz: früher beliebtes Aufnähermotiv, wird heute auf Grund seiner politischen Brisanz, in Deutschland auch wegen seiner Strafbarkeit, kaum noch eingesetzt
- Hangaround, auch Hanger oder Hänger: Unterste Stufe der Mitgliedschaft. Bezeichnet üblicherweise Personen, die auf dem Clubgelände geduldet werden, aber weder Prospects noch Vollmitglieder sind.
- Hangman: referiert auf die Rolle des Sergeants bei der Durchführung von Sanktionen

### I
- IG: Interessengemeinschaft, kein Club im eigentlichen Sinne, aber eine Gemeinschaft von Motorradfahrern
- Independent Biker: unabhängiger Biker

### J
- Jamboree: Motorradtreffen
- Joghurtbecher: abfällige Bezeichnung für vollverkleidete (meist japanische) Sportmotorräder
- Junior: heute nicht mehr üblicher Mitgliedsstatus für jugendliche Interessierte, wurde wie der Prospect-Status auf der Kutte markiert

### K
- Kickdown: Antriebsschub im oberen Drehzahlbereich
- Kinderbalken: abfällige Bezeichnung für den Junior-Zusatz auf der Kutte
- Knucklehead: Harley-Motor
- Kutte: ärmellose Jacke mit Club-Insignien
- Kuttenpflicht: Pflicht die Kutte bei Ausfahrten mit dem Motorrad zu tragen, kann auch zeitlich begrenzt sein
- Kuttentaufe: Einweihen einer Kutte (auch Kuttenweihe)

### L
- Lowrider: langes, flaches Motorrad
- L.H.R. Loyalty Honour Respect

### M
- Malteserkreuz: Spitzname des Eisernen Kreuzes, resultiert aus einer oftmals falschen Bezeichnung beziehungsweise Verwechslung
- Mama: leicht verfügbare Frau
- MC: Abkürzung für „Motorcycle club“
- Member: Mitglied
- MF: Motorradfreunde
- MFG: Motorradfahrgemeinschaft
- MIG: Motorradinteressengemeinschaft
- Mother-Chapter: das erste Chapter eines Clubs
- MTC: Motorrad Touring Club

### N
- Naked Bike: Motorräder ohne Teil- oder Vollverkleidung
- Nomads: Nomads gehören keinem Chapter bzw. Charter an, weil sie entweder ständig auf Reisen sind oder ihr zuständiger Mutterclub zu weit entfernt ist

### O
- Offizier: mit Führungsaufgaben betraute Mitglieder eines Clubs
- old lady: feste Freundin oder auch Ehefrau eines Rockers oder Bikers.
- OMC: Abkürzung für outlaw motorcycle club oder one-percenter motorcycle club
- OMG: Abkürzung für Outlaw Motorcycle Gang
- Onepercenter: Selbstbezeichnung
- OUT: Status eines ehemaligen Vollmitglieds, der wegen Verstoßes gegen die Clubregeln ausgeschlossen wurde
- out in bad standing: Status eines ehemaligen Vollmitglieds, der dem Club geschadet hat und nun als „vogelfrei“ gilt
- out in good standing: Status eines ehemaligen Vollmitglieds, das sich im Guten vom Club getrennt hat
- Outlaw: oft gebrauchtes Synonym für Rocker, kann aber auch auf den Outlaws MC referieren
- O.F.O.B.: One family one brotherhood

### P
- Partyplanung Ost: regelmäßig stattfindendes Treffen, auf dem Ostclubs in Deutschland gemeinsame Termine festlegen
- Patch: engl. Aufnäher, wird auf der Kutte getragen, meist in den Clubfarben
- Panhead: Harley-Motor
- Patch-over: Übertritt eines Chapters (Charters bei den Hells Angels) zu einem anderen Club
- Poker-Run: Run, auf dem nach Pokerregeln Punkte verdient werden können
- President/Präsident: Chef eines Chapters bzw. Charters, einige Clubs unterhalten auch Nationalpräsidenten
- Presidenten-Rally: in den 1980ern bis 1998 durchgeführtes Treffen, bei dem unter den Clubs Termine abgesprochen wurde
- Probationary, Probe: Mitglied auf Probe
- Property of…: dt. ‚Besitz von…‘, spezieller Backpatch für Ehefrauen und feste Freundinnen eines Clubs[8]
- Prospect: Anwärter, noch kein vollwertiges Mitglied des Clubs, muss in der Regel Frondienste für Vollmitglieder übernehmen. Die Dauer des Status variiert von Club zu Club.
- Prospect Chapter: ein Chapter, das lediglich aus Prospects besteht, wird meist verwendet, wenn ein gesamter Club wechseln möchte
- puppet-club, in etwa ‚Marionettenclub‘, verächtliche Bezeichnung für Supporter-Clubs[9]

### R
- Rally: größeres Motorradtreffen
- Ratbike, auch Ratte: schlecht zusammengebasteltes Motorrad. Seit einigen Jahren aufkommender Modetrend ist es, sein Bike nur mit Rostschutz oder Grundierung zu lackieren. Dabei sind die Bikes technisch oft gut, sehen nur gewollt alt und schäbig aus.
- Riser: Lenkererhöhung. Lenkerhalter, auch Klemmböcke
- Road-Blocker: fahren bei Runs voraus und sichern Kreuzungen ab, Ernennung erfolgt über Road-Captain, rechtlich nicht abgesichertes Amt, beruht auf Konvention beziehungsweise auf Absprache mit der Polizei[10]
- Road-Captain, auch Road-Master: ist bei Runs für die Reiseroute und Unterbringung zuständig, auch die Sicherheit der Teilnehmer soll er gewährleisten
- Rocker: im deutschsprachigen Raum verwendeter Scheinanglizismus für Biker
- Rockers: engl. Bezeichnung für Patches
- Run: gemeinsame Ausfahrt oder Treffen

### S
- Secretary, Sekretär: Schriftführer eines Chapter bzw. Charters
- Security Chief: wacht über die Clubdisziplin
- Sergeant: ist für die Einhaltung der Clubdisziplin zuständig
- Sergeant-at-Arms: ist im jeweiligen Club für die Sicherheit und die „Bewaffnung“ zuständig, wie der Security-Chief auch für die Einhaltung der Clubdisziplin verantwortlich
- SOS: Sons of Silence
- SFFH: „Stoned Forever, Forever Happy“
- Shovelhead: Harley-Motor
- Sissybar: in die Höhe ragendes Gestänge am Hinterteil eines Motorrads, dient lediglich der Optik. Bei neueren Bikes werden so auch Rückenlehnen für den Beifahrer hinten am Sitz genannt.
- Snitches are a dying breed: ‚Spitzel/Verräter sind eine aussterbende Rasse‘, beliebtes Motiv für Patches oder T-Shirts
- Streetfighter: besondere Form des Naked Bike
- Streetgangs: ähneln vom Aussehen den Rockern, definieren sich aber nicht als MC; ob sie als Teil der Rockerkultur zu sehen sind, ist in der Szene umstritten
- Support Your Local… MC: beliebter Support-Patch, mit dem jeweiligen Clubnamen versehen
- Supporter: dt. ‚Unterstützer‘, Freund oder Bekannter des jeweiligen Clubs
- Support-Club: befreundeter Club, der Dienste für den jeweiligen Club übernimmt, Beispiele für größere Supporter sind der Bad Seven MC (Gremium MC) oder der Red Devils MC (Hells Angels)
- Suspended: Ausschluss auf Zeit
- Swapmeet: Tauschhandel, eine Art Motorradflohmarkt

### T
- Toprocker: Clubschriftzug über dem Center Crest
- Toy Run: Wohltätigkeitsveranstaltung, auf der Kinderspielzeug gesammelt wird
- Treasurer, Treasury: Schatzmeister, Kassenwart
- Trike: dreirädriges Fahrzeug, das von der Bauweise an ein Motorrad angelehnt ist

### V
- Vice-President/Vizepräsident: Stellvertreter des Präsidenten und diesem meist rechtlich gleichgestellt

### W
- Wheelie: Fahren, nur auf dem Hinterrad; beliebter Stunt

### Y
- Your brother ain’t always right, but he’s always your brother: dt. ‚Dein Bruder hat nicht immer Recht, aber er ist und bleibt dein Bruder‘, beliebter Slogan, verweist auf die bedingungslose Kameradschaft innerhalb der Rockerszene

### Z
- Zivilist: an der Rockerszene unbeteiligte Personen, wird zum Teil auch für Freebiker verwendet

## Spezielle Clubssymbole und Slogans

### Bandidos
- Banditen: Spitzname für die Mitglieder des Bandidos MC, auch: Hüte, Taccos oder Mexikaner
- BFFB: „Bandidos Forever, Forever Bandidos“
- Expect No Mercy: wörtlich: ‚Erwarte keine Gnade‘, der Träger des Patches hat nach Aussage verschiedener Strafverfolgungsbehörden für den Club einen Menschen getötet oder eine schwere Verletzung zugefügt[11][12], Clubmitglieder bestreiten diese Deutung, schweigen allerdings über die tatsächliche Bedeutung
- Fat Mexican: wörtlich ‚dicker Mexikaner‘, verweist auf das Clublogo
- God Forgives Bandidos Don’t: dt. ‚Gott vergibt, die Bandidos nicht‘
- PBOL: „Proud Bandido Old Lady“, wird von Freundinnen und Frauen der Bandidos-Mitglieder getragen
- Our colours don’t run: dt. ‚Unsere Farben flüchten nicht‘
- Sargento de Armas: Sergeant at Arms auf Spanisch
- Tacos: abwertender Spitzname für die Bandidos

### Hells Angels
- 86: „Heroin forbidden“, von Sonny Barger eingeführtes Credo, das den Mitgliedern Heroinkonsum verbietet. Wird heute als Sanktion verwendet, wenn ein Mitglied über die Stränge schlägt. Dieses muss dann auf unbestimmte Zeit auf Alkohol und andere Drogen verzichten.[13]
- AFFA, 1661: „Angels Forever, Forever Angels“
- Angel’s Place: Clubhaus
- Angler: abwertender Spitzname
- Big House Crew: Vereinigung inhaftierter Hells Angels
- Big Red Machine: verweist auf die Clubfarben. Die Members des Clubs waren sehr früh im  Bike-Drag-Racing aktiv. Die einzelnen Charter traten zwar autonom und in Eigenregie an, benutzten aber fast immer den Begriff „Big Red Machine“, manchmal um das Wort „Racing“ erweitert.
- church: wöchentliche Clubtreffen
- Dead-Head, Deadhead: Logo des Clubs
- Dequiallo-Abzeichen: wird an Vollmitglieder verliehen, die einen Polizisten verprügelt haben
- Euro-Run: Jährliche Veranstaltung in Europa.
- Filthy Few: ‚die wenigen Dreckigen‘, Patch mit zwei Siegrunen, verweist nach Aussage von Medien und Aussteigern auf die Tötung eines Menschen[14][15]
- Kommission: seit 2001 ein Ausschuss, der bei internen Streitigkeiten vermittelt
- LEFT: in großen Buchstaben auf die rechte Hand tätowiert und mit dem Ausstiegsdatum versehen, verweist auf ehemalige Clubmitglieder, die aus wichtigen Gründen aussteigen mussten
- Original 81: Produktlabel der Hells Angels
- Pony-Express: wichtige Mitteilungen werden durch ein vertrauenswürdiges Mitglied an ein weiteres Charter übermittelt
- Red & White: Verweis auf die Clubfarben
- Red Light Crew: Patch, der den Träger als Zuhälter beziehungsweise im Rotlichtmilieu Tätigen ausweist
- TCB: „taking care of business“, sich um die Dinge kümmern, einer der Wahlsprüche
- World-Rules: die geheimen Regeln des Clubs
- World-Run: wichtigstes Treffen der Hells Angels, findet entweder in Nordamerika oder Europa statt

### Outlaw-MC
- Adios: „Angels die in Outlaw states“, zu dt. etwa ‚[Hells] Angels sterben in den Staaten der Outlaws‘, als Tattoomotiv eine Zeitlang verbreitet
- AHAMD: „All Hell's Angels Must Die“ (dt. ‚Alle Hells Angels müssen sterben‘)[16]
- AOA: „American Outlaw Association“
- Charlie: Spitzname für das Clublogo
- crossed pistons: dt. ‚gekreuzte Kolben‘, als Synonym für das Clublogo
- GFOD: für God forgives, Outlaws don’t!
- Lightning Bolts: die doppelte Siegrune (Zeichen der SS) dient als Tattoomotiv, das an Mörder des Clubs vergeben wird[16]
- LL: „Lounge Lizard“, Abzeichen für eine längere Haftstrafe[16]
- Lucky 15: für den Buchstaben O
- OFFO: „Outlaws forever, forever Outlaws“

### Pagan’s Motorcycle Club
- LPDP: „Live Pagan’s, Die Pagan’s“ (‚Lebe als Pagan, sterbe als Pagan‘)
- PFFP: „Pagan’s Forever, Forever Pagan’s“

### Sons of Silence
- Donec mors non separat: lateinisch für ‚Solange der Tod uns nicht trennt‘, Leitspruch, Bestandteil des Colours
- Ne conjuge nobiscum: in etwa dem englischen Don’t fuck with us (dt. ‚Verarsch uns nicht‘) entsprechend[17]
- SOS: Abkürzung

## Verwendete Medien

### Dokumentarfilme und Specials
- Gangland, Fernsehserie auf dem History Channel
  - Episode 1.4: Behind Enemy Lines
  - Episode 3.6: Bandido Army
- Hells Angels vs. Bandidos – Der Rockerkrieg, Frankreich 2011
- Ein Hells Angel unter Brüdern, Deutschland 2015